# Hydriomena albonigrata
Hydriomena albonigrata är en fjärilsart som beskrevs av Nitsche 1933. Hydriomena albonigrata ingår i släktet Hydriomena och familjen mätare. Inga underarter finns listade i Catalogue of Life.